# Anika Klüver
Anika Klüver (* 1981 in Engelskirchen) ist eine deutsche Schriftstellerin und Literaturübersetzerin.

## Leben

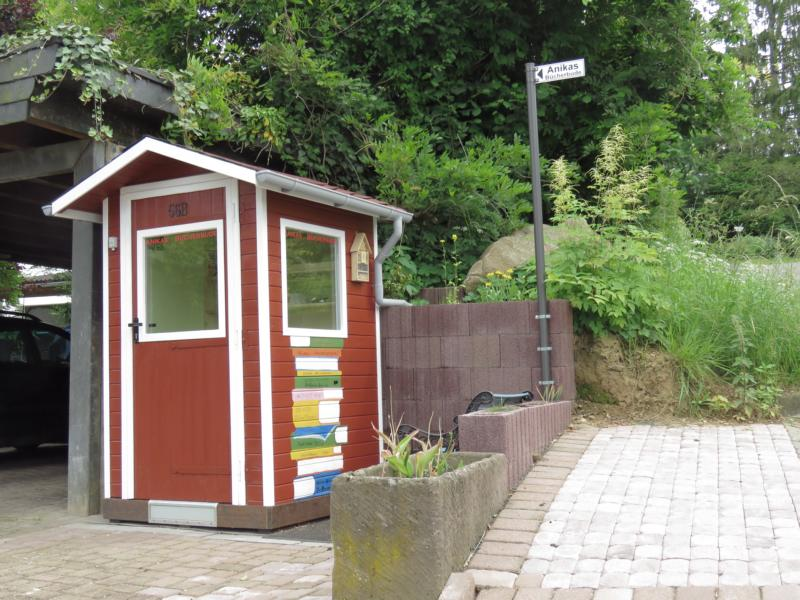
„Anikas Bücherbude“ in Hunstig

Anika Klüver wuchs in Gummersbach auf und studierte an der Rheinischen Friedrich-Wilhelms-Universität Bonn. Sie engagiert sich ehrenamtlich für die Kulturszene im Oberbergischen Kreis und betreut die von ihr gestiftete und kuratierte „Anikas Bücherbude“ in Hunstig. Außerdem veranstaltet sie Autorenlesungen in Gummersbach.
Anika Klüver lebt in Gummersbach.

## Werk
Anika Klüver übersetzt Romane für verschiedene Publikumsverlage, darunter Bastei Lübbe und Cross Cult. Gemeinsam mit Stephanie Pannen übertrug sie die gesamte literarische James-Bond-Serie des Autors Ian Fleming ins Deutsche sowie weitere Bond-Romane von nachfolgenden Autoren wie John Edmund Gardner und Anthony Horowitz. Darüber hinaus übersetzt sie Serien wie Star Trek, Castle und beliebte Autoren der Romance-Literatur.
Als Schriftstellerin gehört sie zum Autorenteam der Fantasy-Serie Professor Zamorra aus dem Bastei-Lübbe-Verlag. Anika Klüver tritt als Vortragende auf Conventions auf, darunter FedCon.